# ウエストウイング

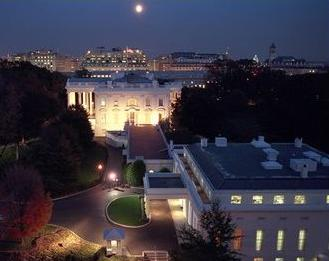
メインハウス（中央奥）とウエストウイング（右手前）

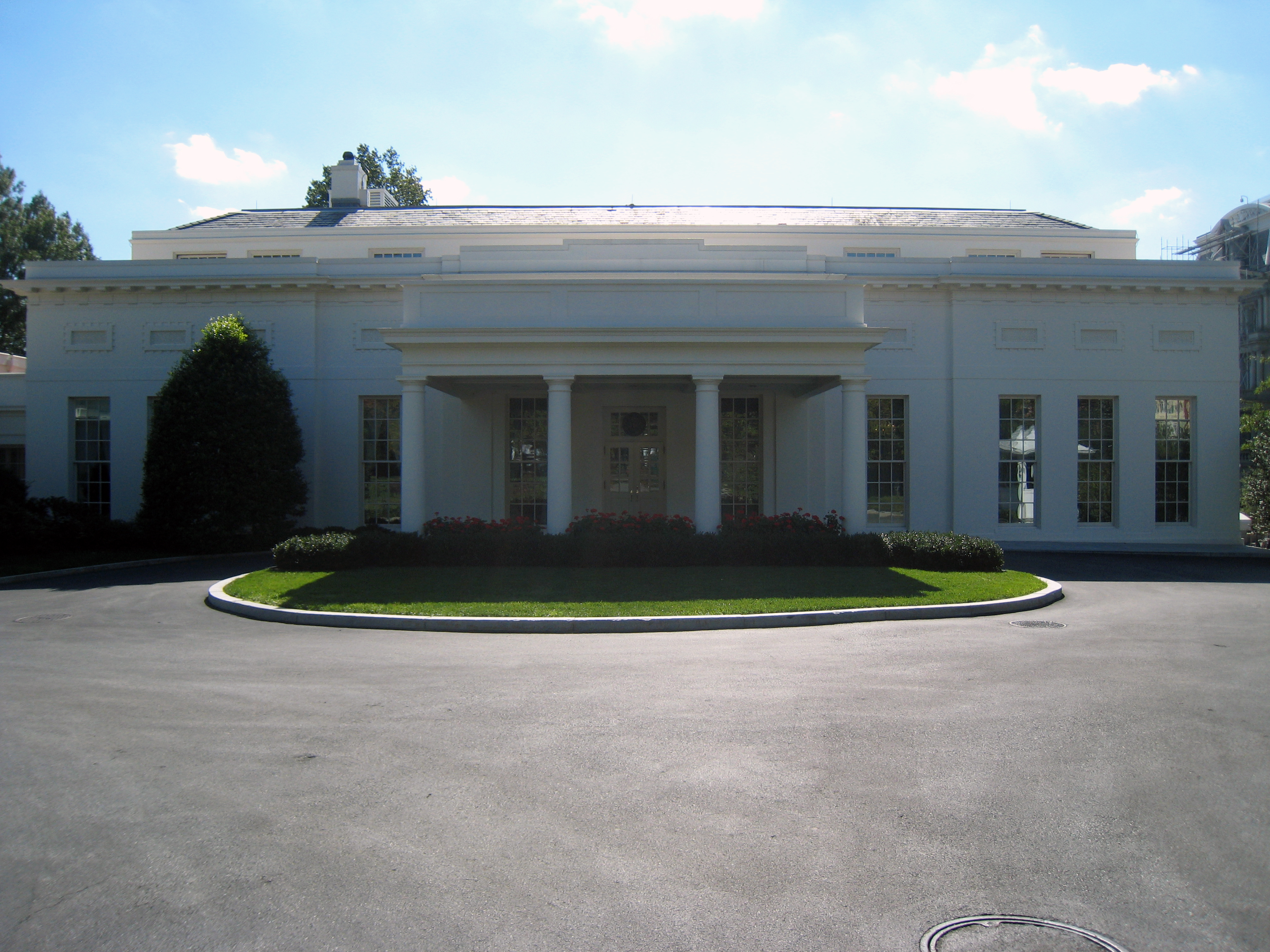
ウエストウイングの外観。樹木に囲まれているため、外部からその姿を見ることは難しい。

ウエストウイング（英語: West Wing）は、アメリカ合衆国大統領官邸ホワイトハウスにある西棟の名称である。
「ウエストウィング」（西翼）の名を冠する建物は他にも多くあるが、アメリカ合衆国で「ザ・ウエストウイング」と言えば、通常これを指す。

## 概要

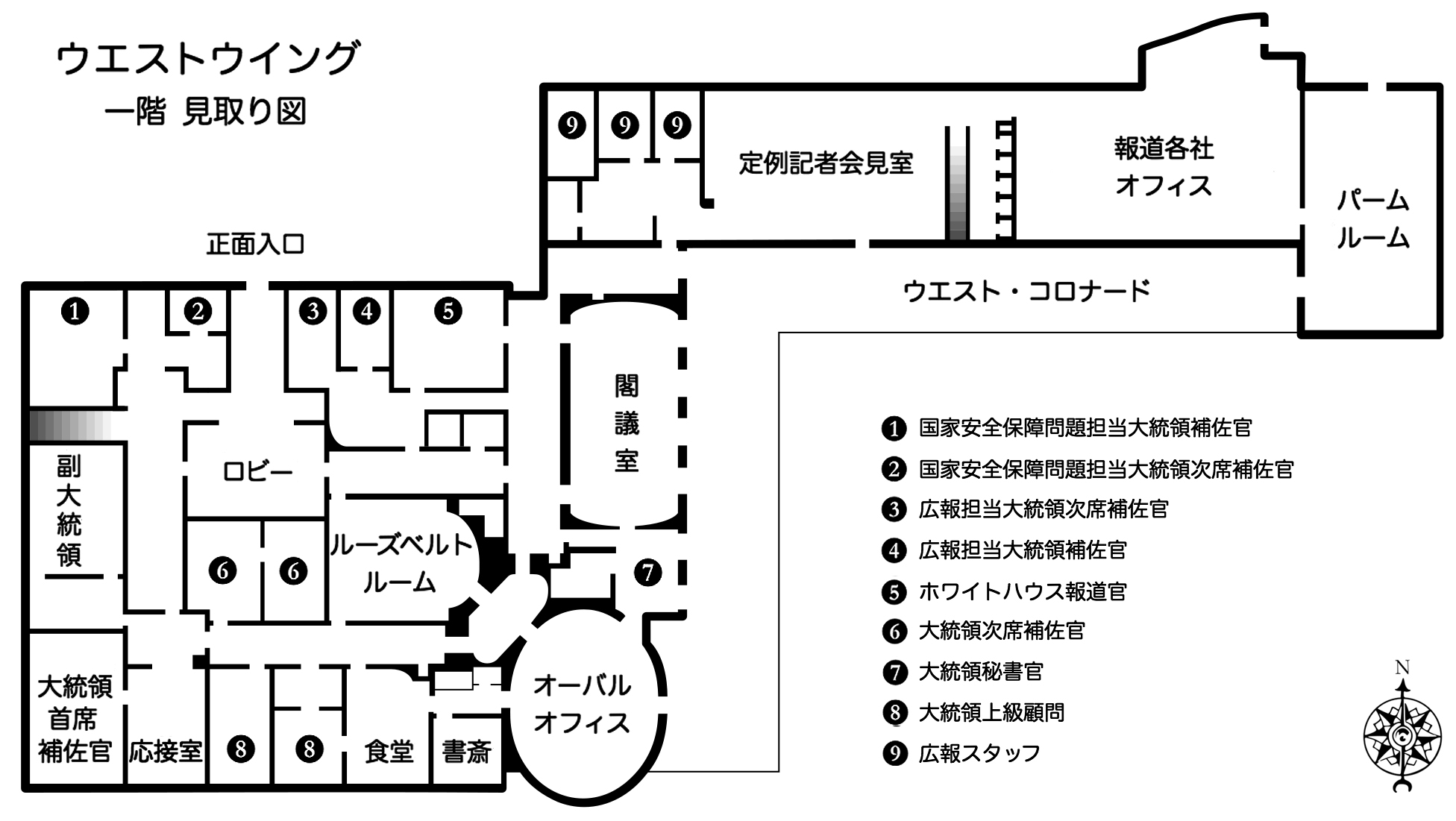
ウエストウイング1階の間取り　東端のパームルームはホワイトハウス地下1階の一部でもある

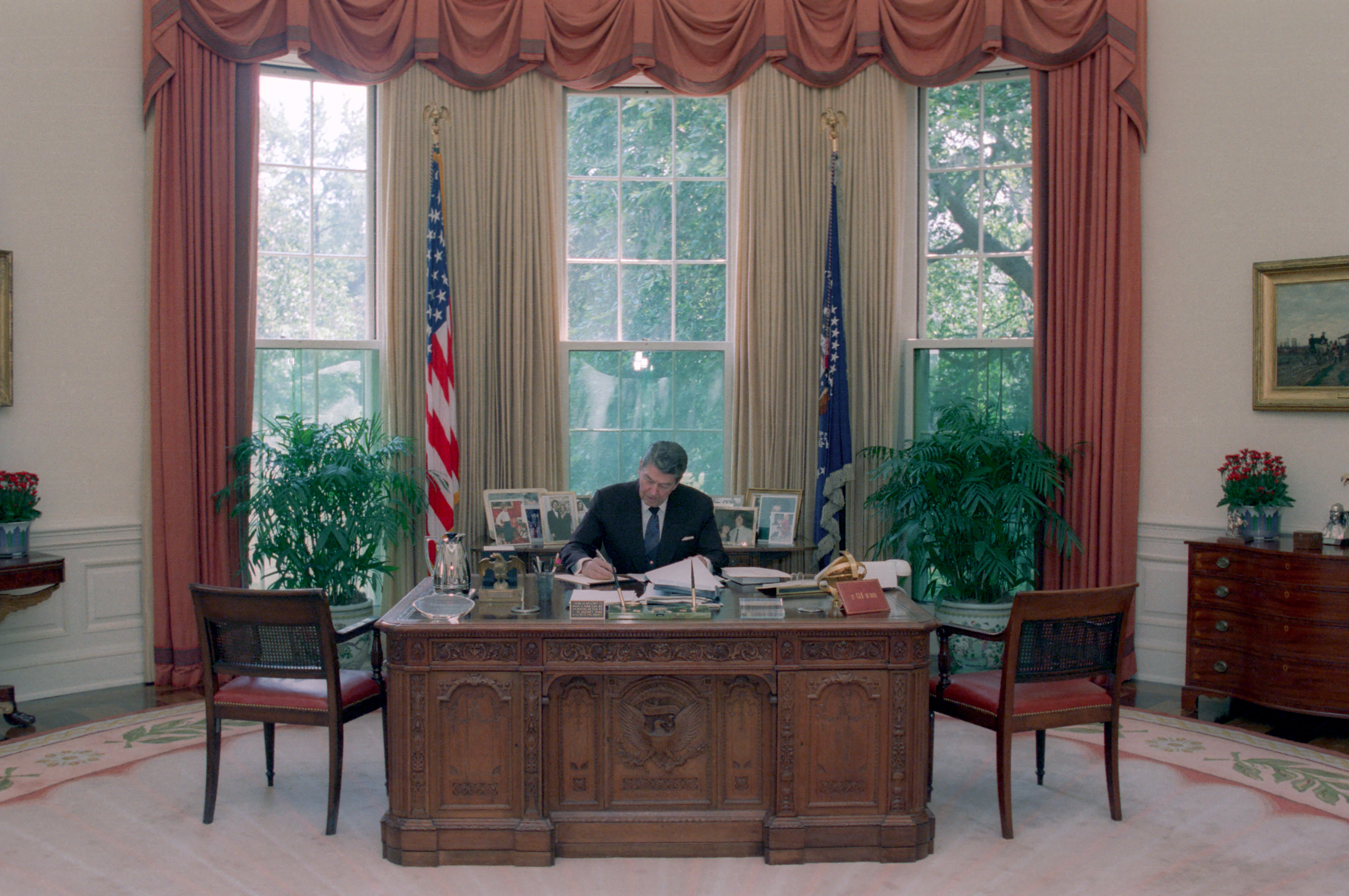
オーバルオフィスで執務を行うロナルド・レーガン大統領

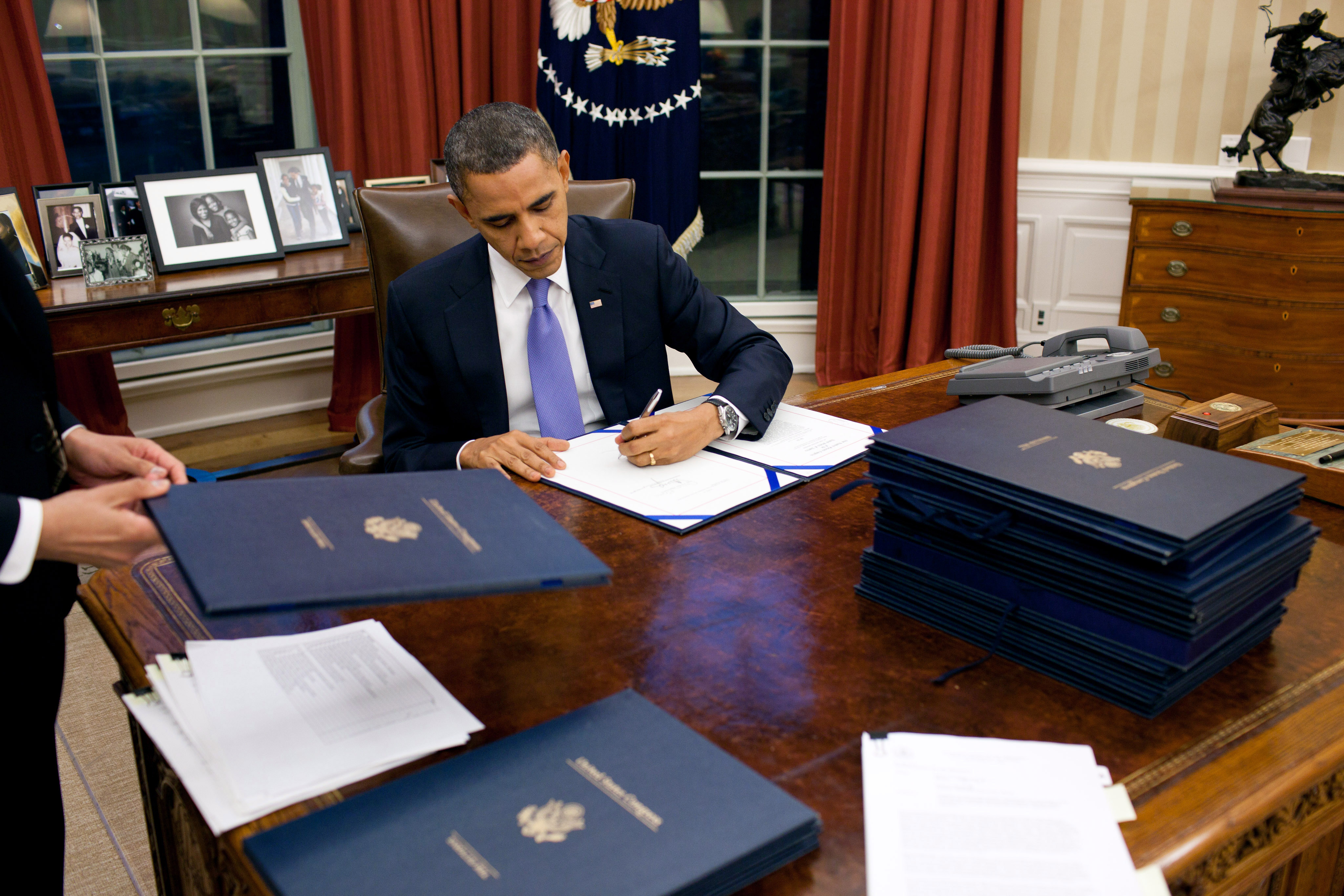
オーバルオフィスで法案文書に署名して発効させるバラク・オバマ大統領

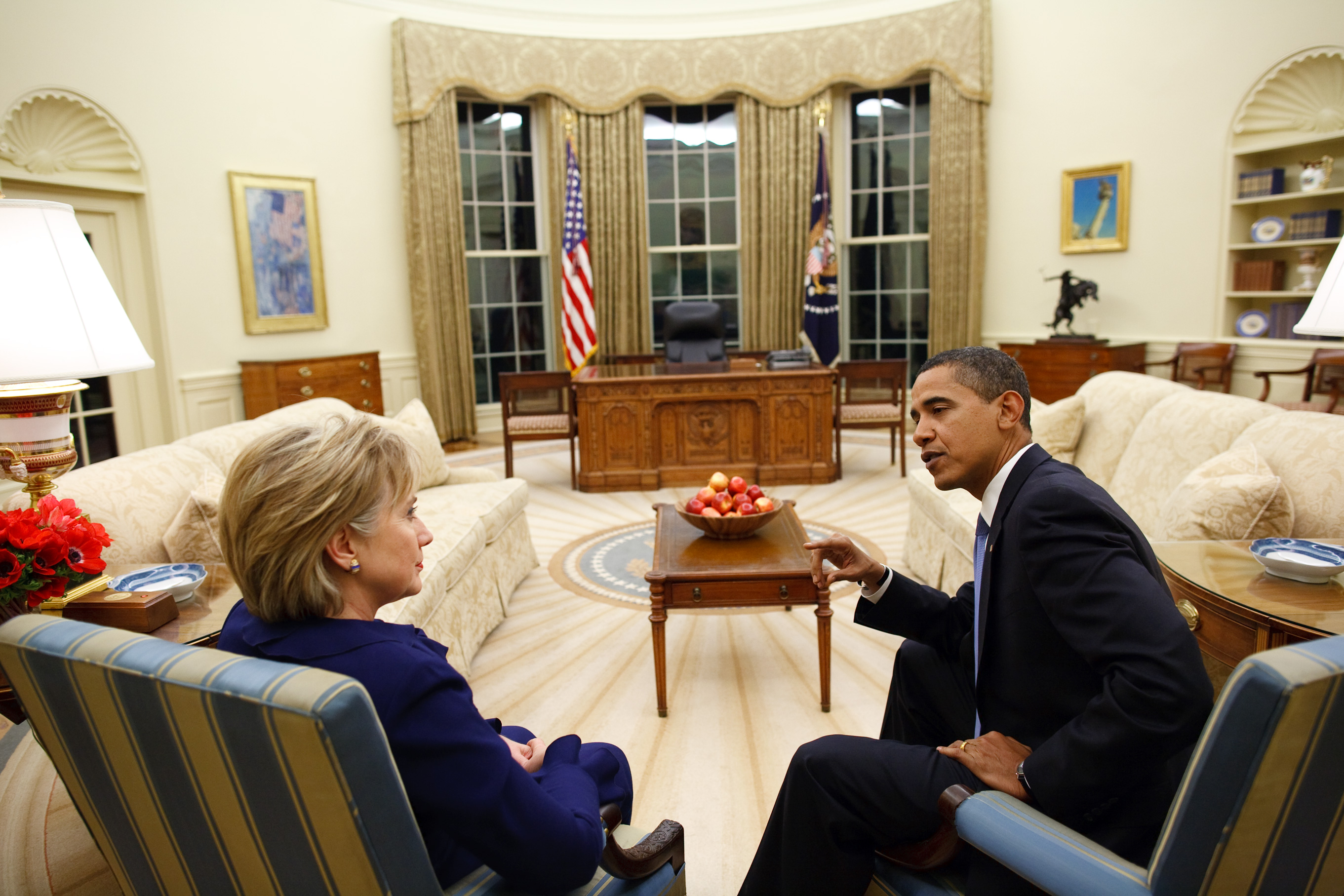
オーバルオフィスで会談を行うオバマ大統領とヒラリー・クリントン国務長官（2009年）

ウエストウィングは、一般にホワイトハウスとして知られる本館（メインハウス）の西側に隣接した建物で、ファーストレディー・オフィスと大統領危機管理センターがある東側のイーストウイングとともに、本館とは渡り廊下で連結している。
メインハウスが大統領の官舎であるとともに、国内外の要人との会談やレセプションなどにも使用される儀式的な空間であるのに対し、ウエストウィングはオーバルオフィス、閣議室、国家安全保障会議室、定例記者会見室、危機管理のためのシチュエーションルームなどのほか、現在では副大統領、首席補佐官、大統領補佐官、報道官、法律顧問、上級顧問などの上級スタッフのオフィスなどが入る、アメリカ合衆国連邦政府の中枢である。
ウエストウィングは日本で言えば「総理大臣官邸」、メインハウスは「総理大臣公邸」に相当する。

## 歴史
長らくメインハウスの2階部分には、ホワイトハウス・スタッフのオフィスが入っていた。しかし1901年にセオドア・ルーズベルトが42歳の若さで大統領に昇格し、妻と6人の子供たちを引き連れてホワイトハウスに引っ越してくると、この建物が突然手狭なものになってきたのは誰も目にも明らかだった。そこでメインハウスの西隣の温室と厩舎があったところに別棟を建築させ、スタッフのオフィスをここに移した。これがウエストウイングの始まりである。この当時のウエストウイングはまだ仮オフィスビル的な状態であり、内装が完成してオーバルオフィスが初めて作られたのは、次のウィリアム・タフト大統領のときである。
1929年末、漏電による火災でウエストウイングは半焼した。1933年にフランクリン・ルーズベルトが大統領に就任すると、小児麻痺の後遺症のような障害のある大統領にも使い勝手が良いようにと、ウエストウイングにはこれを機に大改装が施された。このときオーバルオフィスは、メインハウスと渡り廊下で直結する現在の位置に移された。これにより大統領は、スタッフの目を気にせず自由にメインハウスとの間を行き来ができるなど、プライバシーの面が強化されている。また、リハビリのための水泳を好んだ大統領のために屋内プールも作られたが、この部屋は後のリチャード・ニクソン大統領のときに定例記者会見室に改装された。
スタッフの増加にともない、今日ではウエストウイングにオフィスをかまえるのは大統領、上級スタッフ、その他アシスタントである。多くの事務方および本来の副大統領のオフィスは、小道をはさんだ西側に隣接するアイゼンハワー行政府ビルに入っている。

### 歴代大統領のオーバルオフィス
オーバルオフィスの床の中央には大統領紋章が描かれている。
大統領の執務机「レゾリュート・デスク」 (Resolute desk) は、オーバルオフィスの中央に置かれる場合と、窓際に寄せられる場合の二つがあり、大統領本人によって変わる。

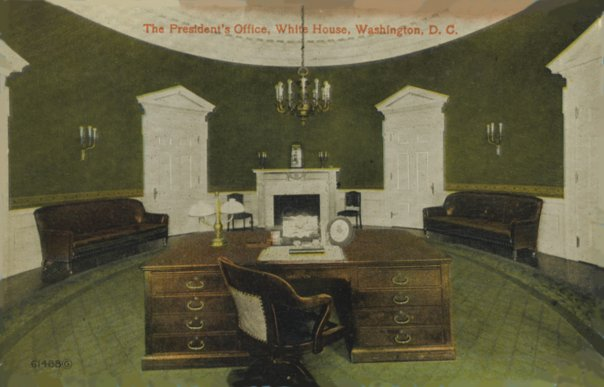
タフト政権時代 （1909年）
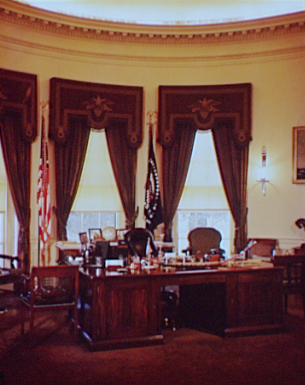
フランクリン・ルーズベルト 政権時代
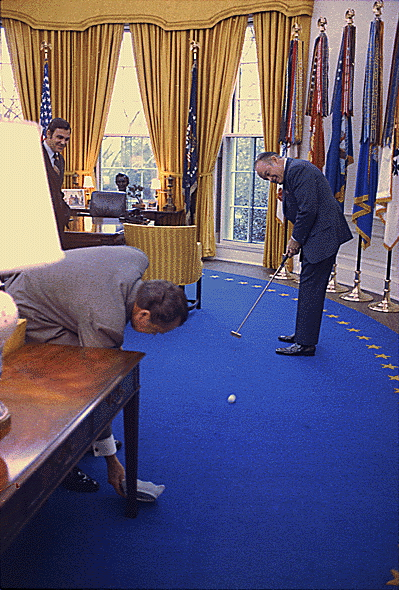
ニクソン政権時代 （1973年）
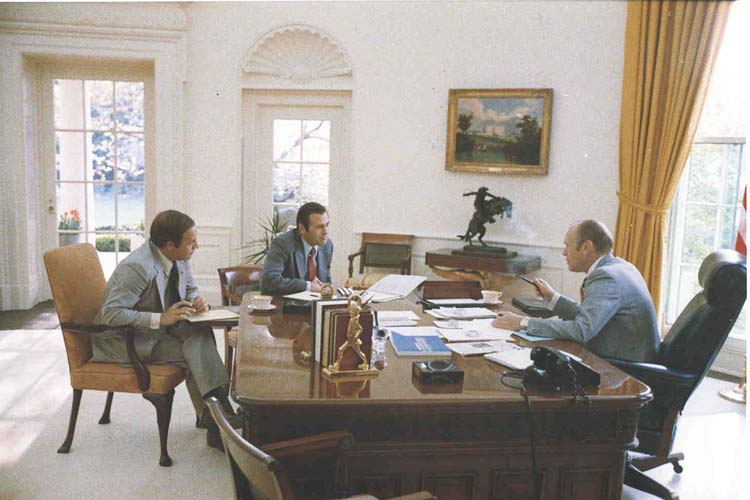
フォード政権時代 （1975年）
レーガン政権時代 （1981年）
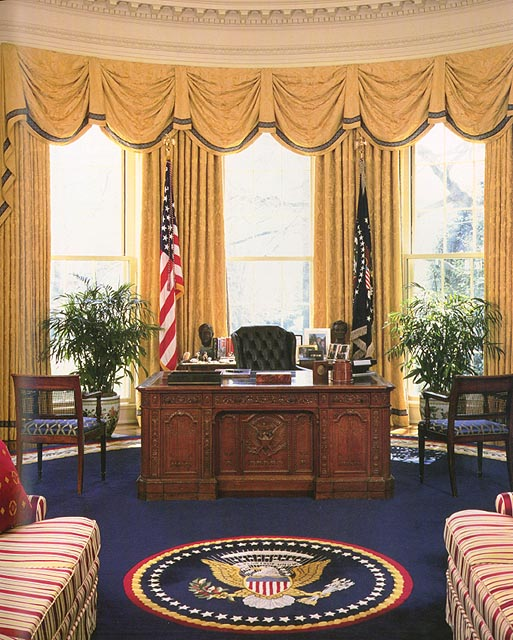
クリントン政権時代
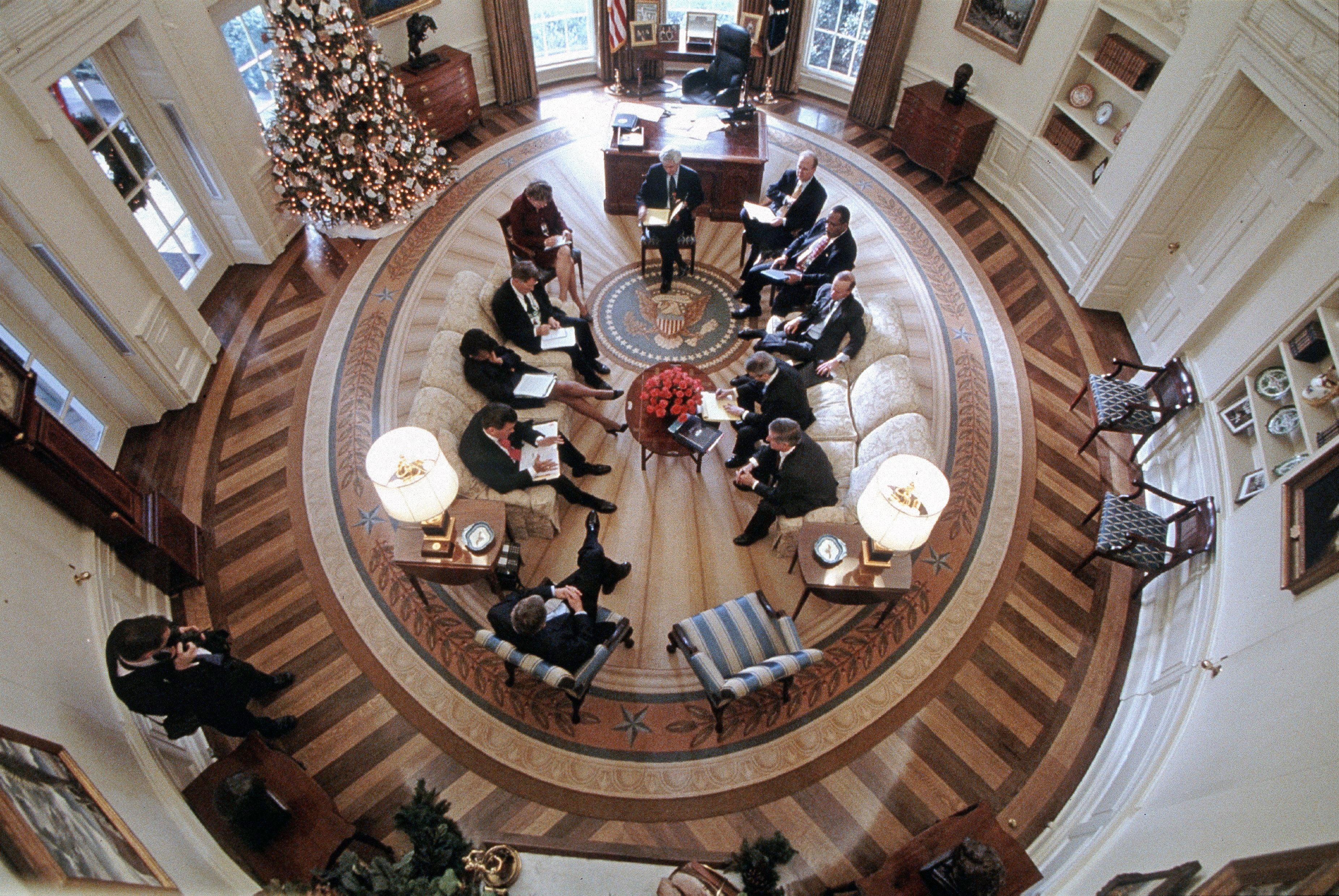
ブッシュ政権時代 （2001年）
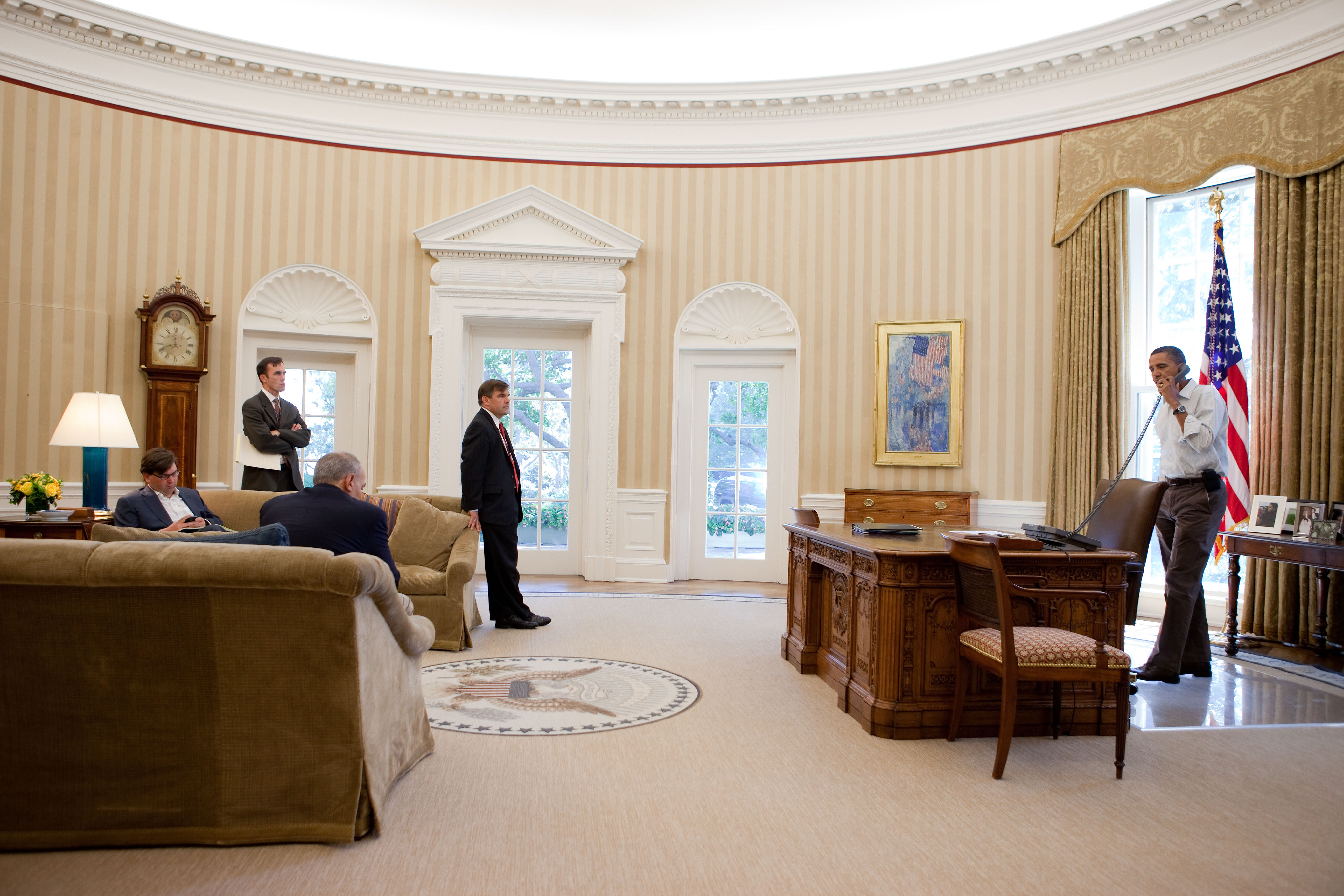
オバマ政権時代

## "The West Wing"
アメリカNBC製作のテレビドラマ『ザ・ホワイトハウス』（1999年 – 2006年、日本でも2002年からNHK総合などで放送）はこのウエストウィングが舞台となっており、原題は "The West Wing" である。
この番組の放送が始まった頃、ドラマで描かれているウエストウイングの間取りや内装・環境などが実際のウエストウイングをどこまで反映しているかという質問が、ホワイトハウスのスタッフにしきりに寄せられた。これに対して多くのスタッフは「よくできているが、実物はもっと狭くて混み合っている」と答えている。2003年には当時のホワイトハウス報道官も「ドラマの中では実際より人の行き来が多く、若干広く作られているようだ」とコメントしている。